# Afganisztán az 1960. évi nyári olimpiai játékokon
Afganisztán az olaszországi Rómában megrendezett 1960. évi nyári olimpiai játékok egyik részt vevő nemzete volt. Az országot az olimpián 2 sportágban 12 sportoló képviselte, akik érmet nem szereztek.

## Atlétika
Férfi
| Versenyző                                                     | Versenyszám     | Előfutam      | Előfutam      | Negyeddöntő | Negyeddöntő | Elődöntő | Elődöntő | Döntő   | Döntő    |
| Versenyző                                                     | Versenyszám     | Idő           | Hely.         | Idő         | Hely.       | Idő      | Hely.    | Idő     | Helyezés |
| ------------------------------------------------------------- | --------------- | ------------- | ------------- | ----------- | ----------- | -------- | -------- | ------- | -------- |
| Abdul Hadi Shekaib                                            | 100 m           | 11,6          | 7.            | kiesett     | kiesett     | kiesett  | kiesett  | kiesett | kiesett  |
| Ali Zaid                                                      | 200 m           | 23,1          | 6.            | kiesett     | kiesett     | kiesett  | kiesett  | kiesett | kiesett  |
| Habib Sayed                                                   | 400 m           | 53,8          | 7.            | kiesett     | kiesett     | kiesett  | kiesett  | kiesett | kiesett  |
| Abdul Wardak                                                  | 110 m gát       | nem ért célba | nem ért célba | kiesett     | kiesett     | kiesett  | kiesett  | kiesett | kiesett  |
| Ali Zaid Abdul Ghafar Ghafoori Habib Sayed Abdul Hadi Shekaib | 4 × 100 m váltó | 44,4          | 4.            |             | kiesett     | kiesett  | kiesett  | kiesett |          |

| Versenyző    | Versenyszám   | Selejtező | Selejtező | Döntő    | Döntő    |
| Versenyző    | Versenyszám   | Eredmény  | Helyezés  | Eredmény | Helyezés |
| ------------ | ------------- | --------- | --------- | -------- | -------- |
| Abdul Wardak | Gerelyhajítás | 54,20 m   | 28.       | kiesett  | kiesett  |

## Birkózás
Szabadfogású
| Versenyző               | Versenyszám | 1. forduló                            | 1. forduló | 1. forduló | 2. forduló                         | 2. forduló | 2. forduló | 3. forduló                | 3. forduló | 3. forduló | 4. forduló        | 4. forduló | 4. forduló | 5. forduló        | 5. forduló | 5. forduló | 6. forduló        | 6. forduló | 6. forduló | Döntő             | Döntő   | Döntő   | Helyezés |
| Versenyző               | Versenyszám | Ellenfél Eredmény                     | Pont       | Hely.      | Ellenfél Eredmény                  | Pont       | Hely.      | Ellenfél Eredmény         | Pont       | Hely.      | Ellenfél Eredmény | Pont       | Hely.      | Ellenfél Eredmény | Pont       | Hely.      | Ellenfél Eredmény | Pont       | Hely.      | Ellenfél Eredmény | Pont    | Hely.   | Helyezés |
| ----------------------- | ----------- | ------------------------------------- | ---------- | ---------- | ---------------------------------- | ---------- | ---------- | ------------------------- | ---------- | ---------- | ----------------- | ---------- | ---------- | ----------------- | ---------- | ---------- | ----------------- | ---------- | ---------- | ----------------- | ------- | ------- | -------- |
| Faiz Khakshar           | 52 kg       | Ali Aliyev (URS) · kétvállas          | 4          | =12.       | Jorge Rosado (MEX) · kétvállas     | 8          | =13.       | kiesett                   | kiesett    | kiesett    | kiesett           | kiesett    | kiesett    | kiesett           | kiesett    | kiesett    | kiesett           | kiesett    | kiesett    | kiesett           | kiesett | kiesett | 13.      |
| Muhammad Ibrahim Khedri | 62 kg       | Muhammad Akhtar (PAK) · kétvállas     | 4          | =18.       | Roberto Vallejo (MEX) · 3-1        | 7          | =21.       | kiesett                   | kiesett    | kiesett    | kiesett           | kiesett    | kiesett    | kiesett           | kiesett    | kiesett    | kiesett           | kiesett    | kiesett    | kiesett           | kiesett | kiesett | 21.      |
| Amir Jan Khalunder      | 67 kg       | Garibaldo Nizzola (ITA) · kétvállas   | 4          | =22.       | Enyu Valcsev (BUL) · kétvállas     | 8          | 24.        | kiesett                   | kiesett    | kiesett    | kiesett           | kiesett    | kiesett    | kiesett           | kiesett    | kiesett    |                   |            |            | kiesett           | kiesett | kiesett | 24.      |
| Sultan Mohammad Dost    | 73 kg       | Juan Rolón (ARG) · 3-1                | 3          | =13.       | Peter Amey (GBR) · 3-1             | 6          | =17.       | kiesett                   | kiesett    | kiesett    | kiesett           | kiesett    | kiesett    | kiesett           | kiesett    | kiesett    |                   |            |            | kiesett           | kiesett | kiesett | 17.      |
| Mohammad Asif Kohkan    | 79 kg       | Georgij Szhirtladze (URS) · kétvállas | 4          | =13.       | erőnyerő                           | 4          | =10.       | Muhammad Faiz (PAK) · 3-1 | 7          | =12.       | kiesett           | kiesett    | kiesett    |                   |            |            |                   |            |            | kiesett           | kiesett | kiesett | 12.      |
| Ghulam Mohiddin Gunga   | 87 kg       | Gholamreza Takhti (IRI) · kétvállas   | 4          | =17.       | Antonio Marcucci (ITA) · kétvállas | 8          | 18.        | kiesett                   | kiesett    | kiesett    | kiesett           | kiesett    | kiesett    | kiesett           | kiesett    | kiesett    |                   |            |            | kiesett           | kiesett | kiesett | 18.      |
| Nizam-ud-din Subhani    | +87 kg      | Kenneth Richmond (GBR) · kétvállas    | 4          | =11.       | Muhammad Nazir (PAK) · 3-1         | 7          | 14.        | kiesett                   | kiesett    | kiesett    | kiesett           | kiesett    | kiesett    | kiesett           | kiesett    | kiesett    |                   |            |            | kiesett           | kiesett | kiesett | 14.      |